# NASCAR-Winston-Cup 1975
Der NASCAR-Winston-Cup 1975 begann mit dem Daytona 500 am 16. Februar. In diesem Jahr fuhren erstmals alle Rennteams mit einheitlich kleineren Motoren, was den Wegfall der Restrictor Plate erlaubte. Im Januar 1975 wurde bekannt gegeben, dass das Punktesystem zum vierten Mal in fünf Jahren geändert wurde.

## Rennkalender
| Datum              | Rennen                | Sieger          |
| ------------------ | --------------------- | --------------- |
| 16. Februar 1975   | Daytona 500           | Benny Parsons   |
| 13. April 1975     | Rebel 500             | Bobby Allison   |
| 4. Mai 1975        | Winston 500           | Buddy Baker     |
| 10. Mai 1975       | Music City USA 420    | Darrell Waltrip |
| 25. Mai 1975       | World 600             | Richard Petty   |
| 16. August 1975    | Talladega 500         | Buddy Baker     |
| 14. September 1975 | Delaware 500          | Richard Petty   |
| 28. September 1975 | Old Dominion 500      | Dave Marcis     |
| 12. Oktober 1975   | Richmond 500          | Richard Petty   |
| 23. November 1975  | Los Angeles Times 500 | Buddy Baker     |

## Fahrerwertung
| Platz | Fahrer            | Starts | Siege | Punkte | Preisgeld (US-Dollar) |
| ----- | ----------------- | ------ | ----- | ------ | --------------------- |
| 1     | Richard Petty     | 30     | 5     | 4.783  | 481.751               |
| 2     | Dave Marcis       | 30     | 1     | 4.061  | 240.646               |
| 3     | James Hylton      | 30     | 0     | 3.914  | 113.642               |
| 4     | Benny Parsons     | 30     | 1     | 3.820  | 214.354               |
| 5     | Richard Childress | 30     | 0     | 3.818  | 96.780                |
| 6     | Cecil Gordon      | 30     | 0     | 3.702  | 101.467               |
| 7     | Darrell Waltrip   | 28     | 2     | 3.462  | 160.192               |
| 8     | Elmo Langley      | 29     | 0     | 3.399  | 67.600                |
| 9     | Cale Yarborough   | 27     | 3     | 3.295  | 214.691               |
| 10    | Dick Brooks       | 25     | 0     | 3.182  | 93.001                |

## Quelle
1. ↑  NASCAR 1975 Winston Cup Points Standings (Memento vom 26. August 2004 im Internet Archive) (englisch)